# Beautiful Freak
Beautiful Freak är musikgruppen Eels första studioinspelade album. Albumet kom ut år 1996. Det utgavs även med en bonussingel.

## Låtlista
1. "Novocaine for the Soul" - 3:09
2. "Susan's House" - 3:44
3. "Rags to Rags" - 3:53
4. "Beautiful Freak" - 3:34
5. "Not Ready Yet" - 4:47
6. "My Beloved Monster" - 2:13
7. "Flower" - 3:38
8. "Guest List" - 3:13
9. "Mental" - 4:01
10. "Spunky" - 3:11
11. "Your Lucky Day in Hell" - 4:28
12. "Manchild" - 4:05

### Bonussingel
1. "Novocaine for the Soul Live" (BBC Radio 1 Version)
2. "Manchester Girl" (BBC Radio 1 Version)
3. "Beloved Mad Monster Party" (BBC Radio 1 Version)
4. "Flower" (BBC Radio 1 Version)